# Franz Wilhelm von Twickel zu Havixbeck
Franz Wilhelm von Twickel zu Havixbeck (* 25. April 1649 in Havixbeck; † 28. August 1681 ebenda) war Subdiakon und Domherr in Hildesheim.

## Leben

### Herkunft und Familie
Franz Wilhelm von Twickel entstammt der alten Adelsfamilie Twickel, die ihren Ursprung in den Niederlanden hatte und im 12. Jahrhundert im Raum Vreden ansässig war.
Er war der Sohn der Eheleute Rudolph von Twickel und Ermgard (auch Erminigardia) von Bevern. Ermgard von Bevern brachte das Haus Havixbeck als Mitgift in die Ehe. Dieses Wasserschloss ist noch heute Stammsitz des Zweiges Twickel-Havixbeck.
Christoph Bernhard (1654–1719, Geheimrat und Amtsdroste) war der Bruder von Franz Wilhelm.

### Wirken
Mit dem Erhalt der Tonsur am 13. November 1661 wurde Franz Wilhelm von Twickel auf ein geistliches Leben vorbereitet. In den Jahren 1665 bis 1667 studierte er am Collegium Germanicum in Rom. Sein Bleiben hier währte nicht lange, denn sein Lebensstil war mit dem eines Klerikers nicht vereinbar. Bei einer nächtlichen Auseinandersetzung verwundete er seinen Gegner und musste deshalb fliehen. Er begann im Jahre 1668 ein Studium an der Universität Siena.
Im Jahre 1666 erhielt er ein Domkanonikat in Hildesheim. Am 31. Mai 1670 empfing er die Niederen Weihen und wurde zum Subdiakon geweiht.